# Sandrine Rousseau
Sandrine Rousseau (nascida em 8 de março de 1972 em Maisons-Alfort) é uma economista e política francesa.
Ela é membro do Grupo dos Verdes/Aliança Livre Europeia e é ecofeminista.
Em 2021 tornou-se candidata à votação aberta nas primárias organizada pelo Grupo dos Verdes/Aliança Livre Europeia para as eleições presidenciais francesas de 2022 e classificou-se para a segunda volta, contudo perdeu para Yannick Jadot.